# Rotschlamm

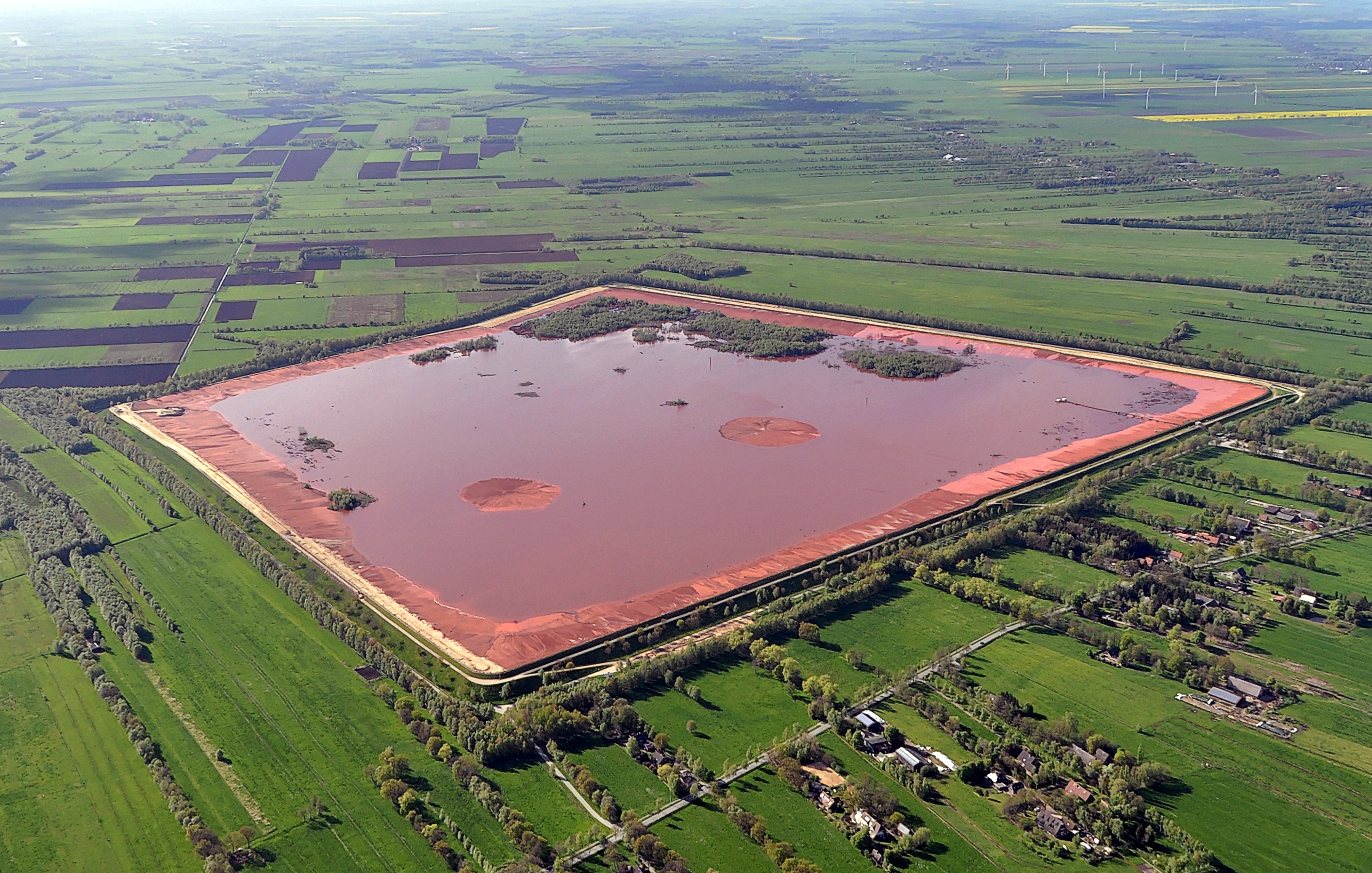
Rotschlamm-Becken der ehem. VAW Stade, Lage 10 km NW Stade bei Bützflethermoor

Rotschlamm oder auch Bauxitrückstand ist ein giftiger Rückstand (Tailings), der bei der Gewinnung von Aluminiumoxid (Tonerde) – einem Zwischenprodukt der Aluminium-Herstellung – aus aluminiumhaltigen Erzen (insbesondere Bauxit) anfällt. Die charakteristische Farbe von Rotschlamm stammt von festen Partikeln aus Eisen(III)-Verbindungen (beispielsweise Eisen(III)-hydroxid und Eisen(III)-oxid), die in Natronlauge suspendiert sind.
Mehr als 95 % des weltweit produzierten Aluminiumoxids wird mithilfe des Bayer-Verfahrens generiert; dabei fallen pro Tonne Aluminiumoxid 1 bis 1,5 Tonnen Rotschlamm an. 2015 fielen weltweit bei der Herstellung von rund 115 Millionen Tonnen Aluminiumoxid rund 150 Millionen Tonnen Rotschlamm als Abfallprodukt an.

## Entstehung
Zur großtechnischen Gewinnung von metallischem Aluminium wird Bauxit verwendet. Es besteht hauptsächlich aus Aluminiumoxid und -hydroxid sowie Eisenoxid und -hydroxid. Nebenbestandteile sind vor allem Titanoxid, Silicate und Spuren von Schwermetallen. Um Aluminiumoxid zu extrahieren, wird der lösliche Teil des Bauxits unter hohen Temperaturen und Druck in Natronlauge gelöst („aufgeschlossen“, das sogenannte Bayer-Verfahren). Die enthaltenen Aluminiumverbindungen werden so in wasserlösliches Natriumaluminat Na[Al(OH)4] überführt und mittels Extraktion vom wasserunlöslichen Rest abgetrennt. Aus der Natriumaluminatlösung wird durch Verdünnen und Abkühlen Aluminiumhydroxid (Al(OH)3) ausgefällt. Dieses wird anschließend in Wirbelschichtanlagen oder in Drehrohröfen zu Aluminiumoxid (Al2O3) gebrannt und durch Schmelzflusselektrolyse (Hall-Héroult-Prozess) zu Aluminium reduziert.
Die Eisen- und Schwermetallverbindungen bleiben als Suspension oder Dispersion in stark alkalischer Lösung zurück und werden aufgrund der rötlichen Färbung als Rotschlamm bezeichnet. Um das Bayerverfahren so effizient wie möglich zu betreiben und um die Produktionskosten zu senken, wird möglichst viel Natronlauge in verschiedenen Teilschritten aus dem Rückstand entfernt und wiederverwendet. Dies führt zu einem Rückstand mit geringerer Alkalinität und leichterer Handhabung.
Wie viel Rotschlamm je produzierter Tonne Aluminium anfällt, hängt von der je nach Herkunft variablen Zusammensetzung des verwendeten Bauxits ab: Bei tropischem Bauxit ist von etwa 1,6 Tonnen, bei europäischem Bauxit von 3,2 bis 3,7 Tonnen feuchtem Rotschlamm auszugehen.

## Zusammensetzung
Grundsätzlich enthält Rotschlamm die im Bauxit-Erz enthaltenen Fremdstoffe. Dies sind hauptsächlich Eisen- und Titanoxide und verschiedene Kieselsäureverbindungen. Die charakteristische rote Farbe erhält Rotschlamm aufgrund seines Hauptbestandteils Eisen(III)-oxid.
Die in geringerem Umfang enthaltenen Nebenbestandteile variieren mit der Herkunft des Erzes. Hier wurden zahlreiche Schwermetalle wie Arsen, Blei, Cadmium, Chrom, Vanadium oder Quecksilber nachgewiesen. Nach einer von Greenpeace in Auftrag gegebenen Analyse des Rotschlamms aus der ungarischen Aluminiumhütte MAL AG (Magyar Alumínium) wies die Trockenmasse einen Gehalt von 110 ppm Arsen, 1,3 ppm Quecksilber sowie 660 ppm Chrom auf.
Eine Elementaranalyse des österreichischen Umweltbundesamtes ergab, dass sich der Rotschlamm aus diesem Aluminiumwerk aus insgesamt 38 chemischen Elementen zusammensetzt, darunter auch Cadmium (7 ppm), Nickel (270 ppm) und Antimon (40 ppm). Die Zusammensetzung variiert deutlich, liegt üblicherweise jedoch zwischen:
| Bestandteil | Anteil   |
| ----------- | -------- |
| Fe2O3       | 0,5…60 % |
| Al2O3       | 0,5…30 % |
| TiO2        | 0,3…15 % |
| CaO         | 0,2…14 % |
| SiO2        | 0,3…50 % |
| Na2O        | 0,1…10 % |

Bauxitrückstand ist mineralogisch wie folgt zusammengesetzt:
| Mineral                 | Bestandteile                       | Anteil  |
| ----------------------- | ---------------------------------- | ------- |
| Sodalith                | 3 Na2O · 3 Al2O3 · 6 SiO2 · Na2SO4 | 04…40 % |
| Al-Goethit              |                                    | 10…30 % |
| Hämatit                 | Fe2O3                              | 10…30 % |
| Quarz und amorphes SiO2 |                                    | 05…20 % |
| Katoit                  | 3 CaO · Al2O3 · 6 H2O              | 02…20 % |
| Böhmit                  | AlO(OH)                            | 00…20 % |
| Rutil                   |                                    | 02…15 % |
| Muskovit                | K2O · 3 Al2O3 · 6 SiO2 · 2 H2O     | 00…15 % |
| Calcit                  |                                    | 02…10 % |
| Gibbsit                 | Al(OH)3                            | 00…5 %  |
| Kaolinite               | Al2O3 · 2 SiO2 · 2 H2O             | 00…5 %  |

Die Bildung von Natriumaluminatsilikaten spiegelt wider, dass ein Teil der vorhandenen Aluminiumverbindungen innerhalb des Bayerverfahrens mit reaktiven Silikaten reagieren und somit die Ausbeute an Aluminiumoxid verringern.

## Verbleib
Die Endlagerungsmethoden des Rückstands an Rotschlamm wurden während der großtechnischen Aluminiumproduktion gegen Ende des 20. Jahrhunderts verbessert.
Ursprünglich wurden Schlämme mit einem Feststoffanteil von 20 % in Teiche oder Staubecken gepumpt, teilweise entstanden diese in ehemaligen Bauxitminen. Ein übliches Verfahren war auch die Entsorgung mit Hilfe von Rohrleitungen in Flüsse, Ästuare oder ins Meer. Oft wurde der Rückstand auch auf hoher See in der Nähe von Ozeangräben entsorgt (verklappt). Die Endlagerung im Meer, Flüssen und Ästuaren wird heute nicht mehr angewendet. In Europa wurden zuerst abgedichtete Deponien mit Dämmen oder Deichen errichtet.
Problematischer war der Umgang mit Rotschlamm in Brasilien, da sich die größten Bauxittagebaugebiete „inmitten von Primärregenwald“ befinden und Flächenverbrauch keine Kostenfrage war. „Ältere Rotschlammdeponien wurden oft nicht zuverlässig abgedichtet. Bei kräftigen Regenfällen versickern häufig Teile der Rotschlammablagerungen und verderben das Grundwasser mit Natronlauge. […] Eine nachträgliche Abdichtung der alten Deponien ist schwierig, da meist Seen oder alte Tagebaue als Ablagerungsräume verwendet wurden. […] Neuere Deponien werden aber inzwischen nach dem Stand der Technik abgedichtet. Mittlerweile hat sich auch die Rekultivierung der Rotschlammdeponien durchgesetzt – in Brasilien und auch anderswo.“
Seit Mitte der 1980er Jahre wird das sogenannte Dry-Stacking-Verfahren angewendet; Gründe dafür sind die Verknappung von Ablagerungsräumen und gestiegene Bedenken gegen die Endlagerung der Schlämme. Bei dieser Methode werden die Rückstände verdichtet (48–55 % Feststoffgehalt) und anschließend in einer Weise gelagert, die das Trocknen und Verfestigen ermöglicht.
Eine weit verbreitete Methode ist die Filtration, wobei ein Filterkuchen (typischerweise <30 % Restfeuchte) produziert wird. Der Kuchen wird mit Wasser oder Dampf gewaschen, um die Alkalinität vor dem Transport zu reduzieren. Der gefilterte Rückstand ist aufgrund der niedrigeren Alkalinität, des günstigeren Transports und der einfacheren Handhabbarkeit leichter wiederzuverwerten.
In Deutschland wird der Schlamm heute in abgedichteten Deponien eingelagert, bis sich die als Dispersion vorliegenden Hydroxide und Silikate abgesetzt haben. Die austretende Natronlauge wird wiederverwertet. Anschließend wird die Deponie mit Sand und Erde abgedeckt und rekultiviert. Eine der größten Rotschlammdeponien Deutschlands befindet sich in der Nähe von Stade in Niedersachsen zwischen Bützflethermoor und Stadermoor, 10 km nordwestlich von Stade. Bei ihr wurde von der Aluminium Oxid Stade vor der Deponierung die Natronlauge aus dem Rotschlamm gewaschen.
In jüngerer Zeit wurde gereinigter Rotschlamm auch als Füllstoff im Straßenbau und Ausgangsmaterial für Keramik verwendet. Weitere Einsatzmöglichkeiten von Rotschlamm als Rohstoff wurden erörtert, erwiesen sich (Stand ~2006) aber als zu aufwändig und nicht gewinnbringend. Daher wurde 2017 weniger als 2 % rezykliert.

## Entsorgung und Gefahren

### Allgemeines
Die kurzfristige Gefährlichkeit des Rotschlammes beruht in erster Linie auf dem Gehalt an ätzender Natronlauge, die bei mangelnder Abdichtung durch Regenfälle in den Erdboden und in Grundwasser ausgespült werden kann.
Zu den Ländern, in denen Rotschlamm in offenen Deponiebecken getrocknet und anschließend entsorgt wird, zählen unter anderem Australien, Brasilien und China. Risiken bei dieser Art der Lagerung sind u. a., dass der Rotschlamm durch Starkregen aus der Deponie gespült wird, oder bei anhaltender Trockenheit als giftiger Staub vom Wind in der Umgebung verbreitet wird.
Eine langfristige Schädlichkeit ergibt sich aus dem Gehalt an giftigen Schwermetallen, abhängig von Herkunft und Art des Bauxits. Schwermetalloxide und Schwermetallhydroxide sind im basischen Milieu meist nur sehr schwer löslich. Deponierter Rotschlamm enthält etwa 1 % an löslichen Schwermetallhydroxiden. Als Anionen vorliegende toxische Komponenten wie Fluoride, Arsenate, Chromate und Vanadate können jedoch auch im basischen Milieu aus dem Schlamm ausgewaschen werden. Wenn das Natriumhydroxid des Rotschlamms durch starke Verdünnung oder Zutritt von Säuren neutralisiert wird, kann es auch zur Bildung von löslichen Verbindungen anderer Schwermetalle und damit zu Umweltgefährdungen kommen. Deshalb sollten Rotschlammdeponien sowohl eine Oberflächenabdeckung als auch einen Schutz gegen Kontakt mit Grundwasser besitzen.

### Zwischenfälle

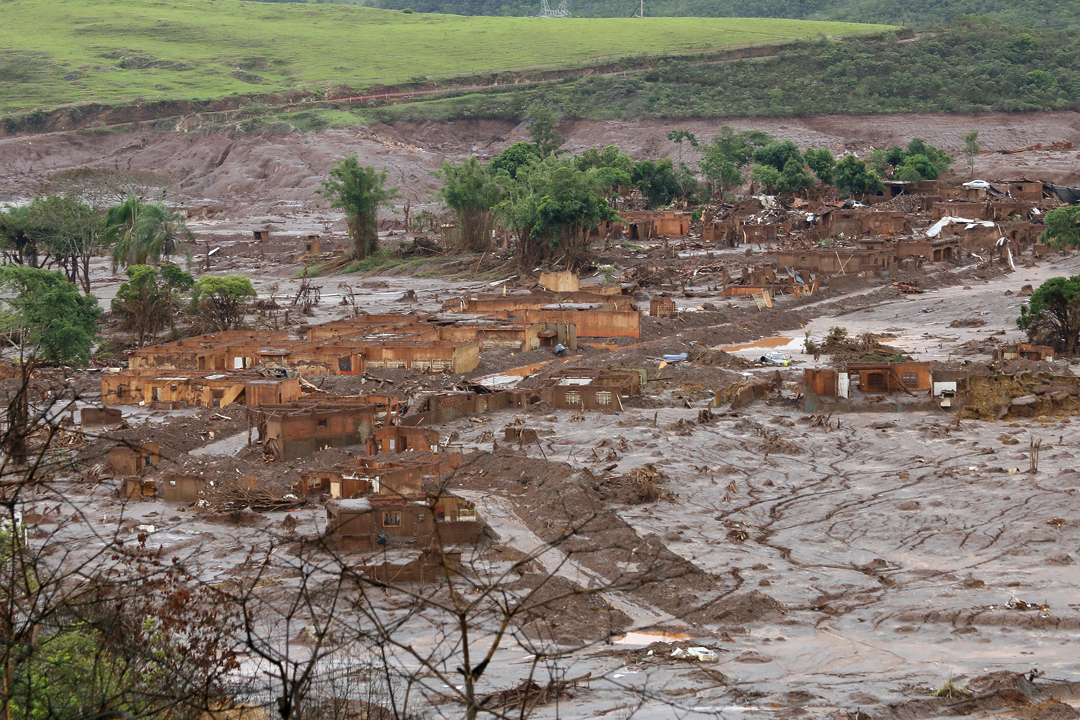
Von Rotschlamm zerstörte Siedlung nach dem Dammbruch von Bento Rodrigues in Brasilien

Durch unsachgemäße Entsorgung oder die bewusste Entsorgung in der Natur (z. B. durch das Einleiten von Rotschlamm in Flüsse und Seen) kommt es zu schwerwiegenden Umweltproblemen.
Außerdem kommt es bei der Lagerung von Rotschlamm immer wieder zu Unfällen (Auswahl):

#### Brasilien
Bei einer der größten Bauxitminen Brasiliens, Porto Trombetas im Amazonasbecken, wurde Rotschlamm in den Lago Batata eingeleitet. Dies hatte ein weitreichendes Artensterben im See zur Folge, später verschlammte das Gewässer vollkommen. Umweltorganisationen wie Rettet den Regenwald e. V. sprachen von einem kompletten Sterben des Ökosystems. Das Wasser des angrenzenden Rio Sapone kann seitdem nicht mehr als Trinkwasser genutzt werden.
Im Jahr 2015 wurden in Folge des Dammbruches von Bento Rodrigues 19 Menschen getötet, wobei weiträumige Gebiete entlang des Rio Doce verseucht wurden. Aus dem Absetzbecken in Mariana traten damals rund 32 Millionen Kubikmeter Schlamm aus, der Eisenerz-Rückstände enthielt.
Erst nachdem sich 2019 beim Dammbruch von Brumadinho eine weitere, schwere Umweltkatastrophe, mit mindestens 259 Toten ereignete, reagierte die brasilianische Regierung durch das Verschärfen der Sicherheitsbestimmungen. Der Vale-Konzern, der auch Betreiber der Anlage von Bento Rodrigues war, wurde zu der höchsten Schadensersatzforderung verurteilt, die bis dahin in Lateinamerika verhängt worden war.

#### Ungarn
Am 4. Oktober 2010 traten bei einem Dammbruch beim ungarischen Kolontár zwischen 700.000 und 1 Million Kubikmeter Rotschlamm aus den Speichern eines Aluminiumwerks in der Ortschaft Ajka aus und verursachten eine Umweltkatastrophe.

## Anwendungen
Seit das Bayerverfahren im Jahre 1894 zum ersten Mal angewendet wurde, wurde der potentielle Wert des Rückstandes erkannt und Forschungsaufwand betrieben, um eine Wiederverwendung zu finden. Versuche wurden unternommen, die Hauptbestandteile, vor allem Eisen, zurückzugewinnen. Vier Kategorien hinsichtlich möglicher Anwendung von Bauxitrückstand können genannt werden: Gewinnung von Haupt- und Nebenbestandteilen: Eisen, Titan, Seltene Erdelemente (SEE); Verwendung als Hauptrohstoff für die Herstellung von Produkten, z. B. Zement; Verwendung von Bauxitrückstand als Bestandteil in Baustoffen, z. B. Beton, Ziegel, Fliesen; Bodenmelioration, und Umwandlung des Rückstandes in ein nützliches Produkt, wie z. B. durch den Virotec-Prozess.
Die variierende Zusammensetzung des Rückstandes führt zu einer Vielzahl von verschiedenen möglichen Anwendungen: in der Zementherstellung, Verwendung in Beton als SCM (supplementary cementitious material), zur Gewinnung von Eisen und Titan, Anwendung in Bauelementen, in Ziegelsteinen, in Fliesen, als Gleisschotter, zur Bodenverbesserung, als Calcium- und Siliciumdünger, zur Gewinnung von Lanthanoiden (SEE), Scandium, Gallium, als Adsorber von Schwermetallen, als Farbstoff, zur chemischen Wasseraufbereitung, in (Glas-)Keramiken, Schaumglas, als Pigment, als Füllstoff für PVC, als Holzersatz, in Geopolymeren, als Katalysatoren, als Plasmaspraybeschichtung von Aluminium und Kupfer, in der Herstellung von Aluminiumtitanat-Mullit-Verbundstoffen für temperaturresistente Beschichtungen, in der Rauchgasentschwefelung, in der Arsen- und Chromentsorgung.
Schätzungen zufolge werden jährlich 2 bis 3,5 Millionen Tonnen des produzierten Bauxitrückstands von 150 Millionen Tonnen wiederverwendet:
- Zement: 500.000 bis 1.500.000 t[26][27]
- Rohstoff für Eisen- und Stahlproduktion 400.000 bis 1.500.000 t
- Deponieabdeckung/Straßen/Bodenverbesserungen: 200.000 bis 500.000 t[28]
- Baumaterial (Ziegelsteine, Fliesen, Keramiken etc.) – 100.000 bis 300.000 t
- Andere (Feuerfestprodukt, Adsorber, Grubenentwässerung (Virotec), Katalysatoren etc.) – 100.000 t[29]

Auch für die Bekämpfung saurer Grubenwässer wurde Rotschlamm (aufgrund seines hohen pH-Wertes) vorgeschlagen.
Im Jahre 2015 wurde mit Finanzierung durch das Horizont 2020-Programm ein Europäisches Trainingsnetzwerk für die Valorisierung von Bauxitrückstand ins Leben gerufen. Der Fokus liegt in der Gewinnung von Eisen, Aluminium, Titan und Seltenen Erdelementen (inkl. Scandium) und der Verwendung des Rückstandes als Rohstoffe für Baustoffe (Zemente, Geopolymere).